# Kees Koole
Cornelis (Kees) Koole (Schipluiden, 21 april 1912 – Castricum, 13 april 1977) was een Nederlandse schipper. Tijdens de Tweede Wereldoorlog hielp hij 72 mensen om over zee naar Engeland te gaan door ze met het schip Nooit Volmaakt buitengaats te brengen.

## Levensloop
Kees Koole werd geboren in Schipluiden als zoon van Pieter Koole en Adriana Johanna de Bruijn. Zowel de grootvader als de vader van Kees Koole waren schippers, dus werd ook hij schipper. Eerst voer hij met zijn vader mee, later huurde hij een schip van 40 ton van Sietse Rienksma, een vriend die met Rudy Burgwal, Cees Waardenburg en vier anderen naar Engeland was gevlucht. Het schip was een Westlands model en heette de Nooit Volmaakt. Koole woonde in Schipluiden en vervoerde aardappelen naar de Hoeksche Waard, Voorne-Putten en Goeree-Overflakkee.

### Oorlogsjaren

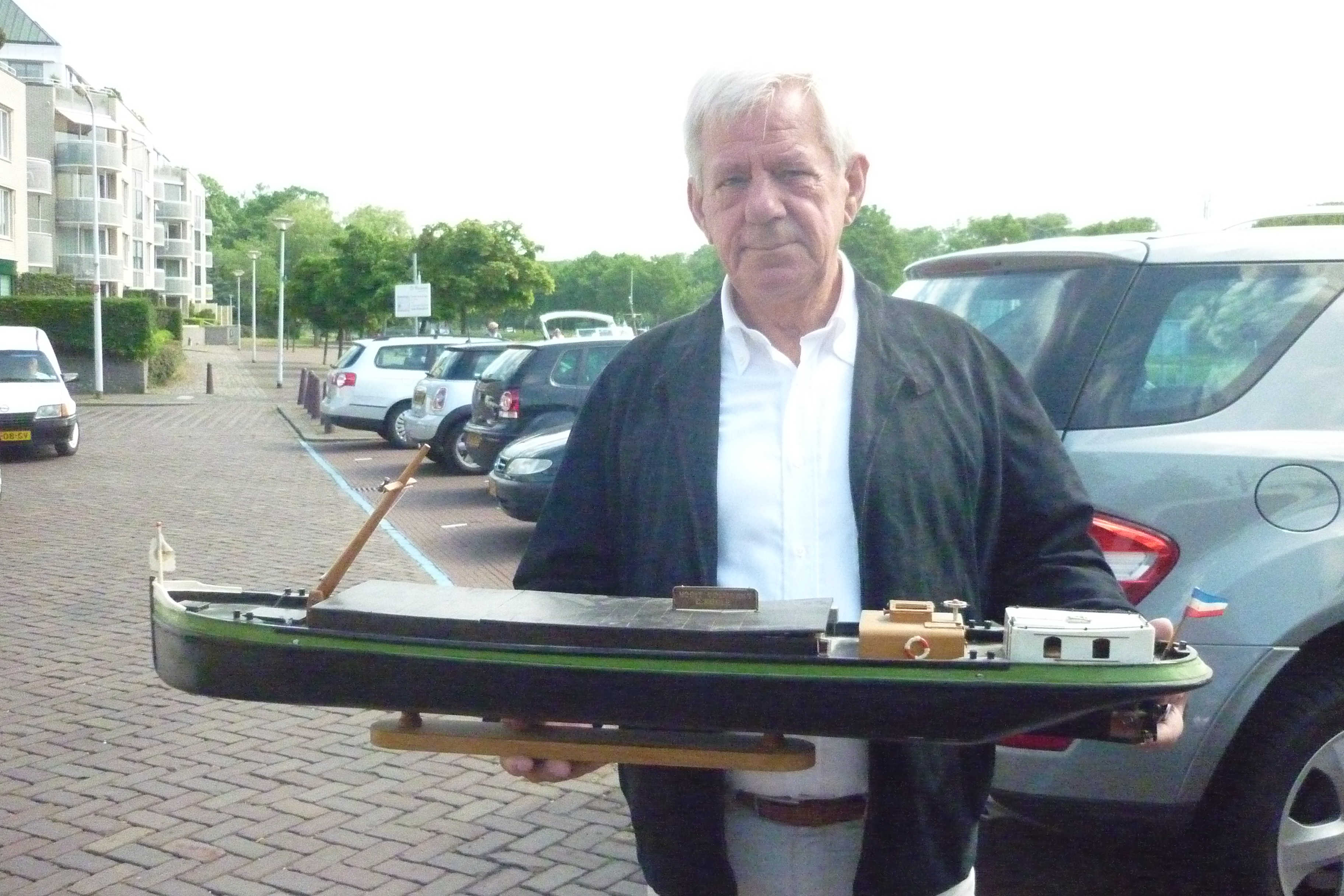
Zoon Anton Koole met het model van de Nooit Volmaakt

Op de eerste oorlogsdag, in mei 1940, werd zijn broer Johannes door de Duitsers gedood. Geen wonder dat Koole de Duitsers haatte. Hij had altijd onderduikers in huis. In 1943 trouwde hij en in de loop der jaren kregen ze zes kinderen, onder wie Anton (zie foto). Zijn zwager stak ook de zee over.
Op een dag stond Anton Schrader voor de deur. Hij had zijn naam opgekregen via Maarten van Dorp, een neef van Rienksma. Schrader werkte bij het Rijksbureau voor Voedselvoorziening in Oorlogstijd, waar hij Hoofd Bureau Grondstoffen van het Rijksbureau was, waardoor hij aan extra brandstof kon komen. Ze gingen samenwerken. Thuis in Den Haag sprak Schrader met mensen die naar Engeland wilden uitwijken en door Koole geholpen wilden worden, en zo stelde hij de bemanningen samen. Iedere groep moest minstens een ervaren zeiler hebben, en een kompas. Later ging Schrader zelf ook naar Engeland, en kwam terug als kapitein van de Inlichtingendienst.
Meestal vertrok Koole vanaf de Van Ravesteijnwerf in Leidschendam, waar de bootjes door Jo en Pier Meijer zeewaardig werden gemaakt; de vlet werd dan in het ruim van de Nooit Volmaakt onder de aardappelen verstopt of gewoon op sleeptouw genomen. Soms kwamen de Engelandvaarders ook daar aan boord, maar meestal haalde Koole hen later op, dat was veiliger. Dicht bij zee werden de vlet en de bemanning neergelaten, en konden ze met eb de zee op. Als het lukte door de branding te komen, hadden ze grote kans de overkant te halen. Het waren meestal studenten en mensen uit het verzet die overgingen, maar ook wel piloten. Hiervoor kreeg Koole later een dankbetuiging van president Eisenhower.
Kees Koole hielp 72 mensen, maar wist lang niet altijd hun namen. Op 29 april 1943 bracht Koole de Yvette via de Schie en over de Brielse Maas naar een kreek bij Brielle. Als dank voor zijn hulp kreeg hij in 1946 van de bemanning Hein Kaars Sijpesteijn, Jan Bartlema en zijn vrouw Yvette Bartlema-Sanders, Hein Louwerse en Henning Meyer een Delftsblauw herinneringsbord. Op 5 mei 1943 bracht hij het vluchtbootje van de latere politicus Jaap Burger naar Oud-Beijerland. Eén transport dat hij uitvoerde betrof wapens, op verzoek van de ondergrondse moesten die van de Hoeksche Waard naar Dordrecht vervoerd worden. Hij nam vijf mannen mee, ieder met een revolver. Het liep goed af.

### Na de oorlog
Tijdens de oorlog leek Kees Koole een laconieke man die geen last van zenuwen had. Na de oorlog kwamen de spanningen boven en werd hij ziek. Hij werd voor 80% afgekeurd. Met financiering van Hein Kaars Sijpesteijn schafte Koole in 1948 een motortanker aan met de naam Prinses Wilhelmina, en Sijpesteijn zorgde voor een contract waardoor Koole de vetten voor hem vervoerde. Koole kon zo zijn eigen bedrijf oprichten, C. Koole Tanktransport BV in Wormerveer. Kaars Sijpesteyn was fabrieksdirecteur in de Zaanstreek van een familiebedrijf dat linoleum maakte en van een oliebedrijf in Westknollendam dat vooral lijnolie produceerde als grondstof voor de linoleum.  

Op 9 mei 1964 werd hij uitgenodigd bij een reünie van Engelandvaarders in het Oorlogsmuseum Overloon in Overloon. Tijdens deze reünie werd de Yvette overgedragen aan het oorlogsmuseum.